# 松本佐多
松本 佐多（まつもと さだ、本名：愛子、1873年1月12日 - 1955年6月23日）は祇園甲部の芸妓、京舞井上流の日本舞踊家。

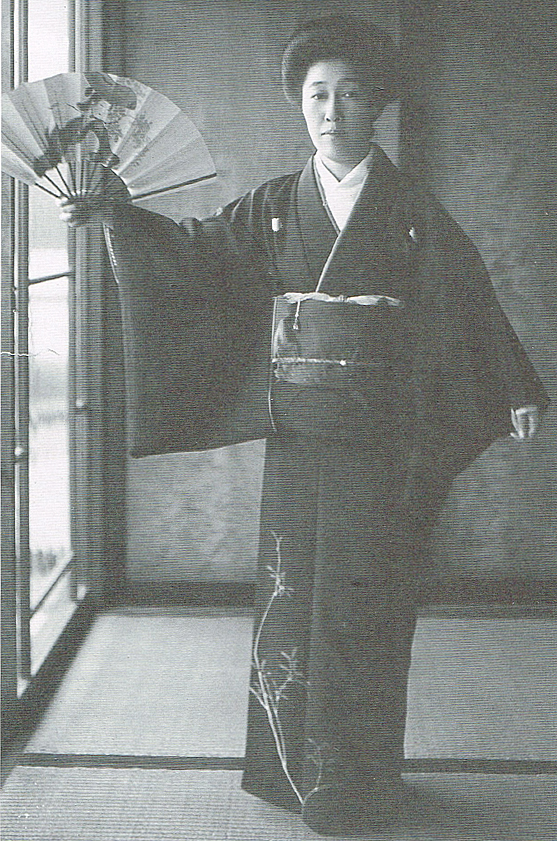
井上流の名手　松本佐多

佐多は父、虎次郎、母、とみの娘として一力亭近くの屋形（置屋）『増富』でうまれ、幼少のころに両親を亡くし、『増富』の芸妓、小美勇の養女となる。6歳のときに井上流に入門。そこで舞を磨き、師匠である3世井上八千代にその才能を見出された。15歳で芸妓に出て、18歳で異例である免状を受ける。数々の舞を演じ、高い評価を受ける。
歌舞伎俳優である2代目市川左團次をはじめ、谷崎潤一郎など数々の著名人らとの交友を深め、特に左團次とは長く、彼の号にちなみお茶屋『杏花』を開業。
また、佐多は井上八千代の右腕として後輩の育成に努め、1948年（昭和23年）、門外不出である井上流の東京公演を成功させ、1950年（昭和25年）に京都文化院文化賞、1952年（昭和27年）に文部省芸術祭賞（舞踊部門）を受賞した。1955年、88歳で逝去した。

## 著書
- 堂本寒星『京舞名匠・佐多女芸談』川原書房、1947
  - 同『日本の芸談　4　舞踊・邦楽』九藝社、1979
- 井上甚之助『佐多女聞書』創元社、1953年